# Upstairs at Eric's
Upstairs at Eric's és el nom del primer àlbum del grup de pop electrònic Yazoo, i fou publicat l'any 1982 al segell Mute Records.
En aquest primer disc, Vince Clarke i Alison Moyet barrejaven peces ballables com "Don't go", "Situation" o "Goodbye Seventies" amb cançons de caràcter més intimista, com "Midnight", "Tuesday", el seu gran èxit "Only You" o la melancòlica "Winter kills" (que inclou parts de piano interpretades per la mateixa Alison Moyet); musicalment, l'àlbum mostra l'equilibri entre la càlida veu de Moyet i els sons i melodies sintètiques de Clarke, que continua amb l'esperit del seu treball al primer disc del seu anterior grup, Depeche Mode.
L'èxit dels senzills que se'n van extreure ("Only You", "Don't go" i "The other side of love") va impulsar les vendes del disc i possibilità als Yazoo l'inici d'una gira.

## Temes

### LP Stumm 7
1. Don't go - 3:08
2. Too pieces - 3:14
3. Bad connection - 3:20
4. I before E except after C - 4:36
5. Midnight - 4:22
6. In my room - 3:52
7. Only You - 3:14
8. Goodbye 70's - 2:35
9. Tuesday - 3:22
10. Winter kills - 4:06
11. Bring your love down (Didn't I) - 4:40

### CD Stumm 7
1. Don't go - 3:08
2. Too pieces - 3:13
3. Bad connection - 3:20
4. Midnight - 4:21
5. In my room - 3:52
6. Only You - 3:14
7. Goodbye 70's - 2:34
8. Tuesday - 3:22
9. Winter kills - 4:05
10. Bring your love down (Didn't I) - 4:39
11. The other side of love (12") - 5:21
12. Situation (U.S. 12" Remixed by François Kevorkian) - 5:45

## Senzills
1. Only You / Situation (15 de març de 1982)
2. Don't go / Winter kills (5 de juliol de 1982)
3. The other side of love / Ode to boy (Novembre de 1982)

## Dades
- Temes escrits per Vince Clarke excepte "Midnight", "Goodbye 70's", "Winter kills",

"Bring your love down (Didn't I)" i "Ode to boy" (A. Moyet) i "The other side of love" i "Situation" (Clarke/Moyet).
- Producció: Eric C. Radcliffe i Yazoo.
- Producció i instrumentació addicional: Daniel Miller.
- Enginyers de so: E. C. Radcliffe i J. Frye.
- Enregistrat als estudis Blackwing 1 i 2.
- Fotografia: Joe Lyons.
- Disseny: Russell Mills i David Coppenhall.